# Izabela Krasiejko
Izabela Maria Krasiejko – polska pedagog, dr hab. nauk humanistycznych, profesor uczelni w Uniwersytecie Humanistyczno-Przyrodniczym im. Jana Długosza w Częstochowie.

## Życiorys
26 czerwca 2003 obroniła na Wydziale Filozoficznym Uniwersytetu Jagiellońskiego w Krakowie pracę doktorską Kształtowanie postaw poznawczych uczniów szkoły podstawowej w procesie kształcenia, a 18 grudnia 2013 habilitowała się na Wydziale Nauk Społecznych Uniwersytetu Warmińsko-Mazurskiego w Olsztynie. Została zatrudniona na stanowisku adiunkta w Instytucie Pedagogiki na Wydziale Nauk Społecznych Uniwersytetu Humanistyczno-Przyrodniczego im. Jana Długosza w Częstochowie. Była również dyrektorem tegoż instytutu.
Pracuje na stanowisku profesora uczelni w Katedrze Badań nad Edukacją na Wydziale Nauk Społecznych Uniwersytetu Humanistyczno-Przyrodniczego w Częstochowie.

## Publikacje
- 2005: Wymiary facylitujących czynników relacji w pracy socjalnej[1]
- 2009: Podejście Skoncentrowane na Rozwiązaniach w pracy socjalnej[1]
- 2011: Praca socjalna w praktyce asystenta rodziny[1]
- 2013: Zawód asystenta rodziny w procesie profesjonalizacji[1]